# DeBary
DeBary ist eine Stadt im Volusia County im US-Bundesstaat Florida. Das U.S. Census Bureau hat bei der Volkszählung 2020 eine Einwohnerzahl von 22.260 ermittelt.

## Geographie
DeBary befindet sich am Nordwestufer des Lake Monroe sowie am Ostufer St. Johns River, der den See durchfließt. Die Stadt grenzt im Norden an Orange City und im Osten an Deltona. Jenseits des Flussufers liegen die State Parks Blue Spring State Park und Lower Wekiva River Preserve State Park. DeBary liegt rund 10 km südlich von DeLand sowie etwa 30 km nördlich von Orlando.

## Geschichte
Erstmaligen Eisenbahnanschluss erhielt die Gegend 1886 durch eine Verlängerung der Bahnstrecke der Jacksonville, Tampa & Key West Railway (JT&KW) von Jacksonville über Palatka nach Sanford mit dem Bahnhof Benson Junction, einem heutigen Stadtteil DeBarys. Später wurde ein Abzweig von Benson Junction nach Titusville eröffnet, der zeitweise der JT&KW gehörte und 1970 stillgelegt wurde. Nach mehreren Verkäufen und Umstrukturierungen kam die Hauptstrecke 1986 schließlich in den Besitz von CSX Transportation.
Die Stadt selbst wurde am 31. Dezember 1993 gegründet und nach Samuel Frederick de Bary, einem frühen Siedler des Ortes benannt.

## Demographische Daten
Laut der Volkszählung 2010 verteilten sich die damaligen 19.320 Einwohner auf 8.886 Haushalte. Die Bevölkerungsdichte lag bei 394,3 Einw./km². 90,5 % der Bevölkerung bezeichneten sich als Weiße, 4,0 % als Afroamerikaner, 0,3 % als Indianer und 1,9 % als Asian Americans. 1,6 % gaben die Angehörigkeit zu einer anderen Ethnie und 1,8 % zu mehreren Ethnien an. 9,1 % der Bevölkerung bestand aus Hispanics oder Latinos.
Im Jahr 2010 lebten in 25,7 % aller Haushalte Kinder unter 18 Jahren sowie 37,0 % aller Haushalte Personen mit mindestens 65 Jahren. 70,1 % der Haushalte waren Familienhaushalte (bestehend aus verheirateten Paaren mit oder ohne Nachkommen bzw. einem Elternteil mit Nachkomme). Die durchschnittliche Größe eines Haushalts lag bei 2,38 Personen und die durchschnittliche Familiengröße bei 2,81 Personen.
20,8 % der Bevölkerung waren jünger als 20 Jahre, 18,6 % waren 20 bis 39 Jahre alt, 30,6 % waren 40 bis 59 Jahre alt und 30,0 % waren mindestens 60 Jahre alt. Das mittlere Alter betrug 48 Jahre. 48,4 % der Bevölkerung waren männlich und 51,6 % weiblich.
Das durchschnittliche Jahreseinkommen lag bei 54.606 $, dabei lebten 6,3 % der Bevölkerung unter der Armutsgrenze.
Im Jahr 2000 war Englisch die Muttersprache von 94,43 % der Bevölkerung, spanisch sprachen 3,58 % und 1,99 % hatten eine andere Muttersprache.

## Sehenswürdigkeiten
Die DeBary Hall und der Mount Taylor sind im National Register of Historic Places gelistet.

## Verkehr
DeBary wird von der Interstate 4 sowie auf einer gemeinsamen Trasse von den U.S. Highways 17 und 92 (SR 15 und 600) durchquert. Der nächste Flughafen ist der Orlando Sanford International Airport (rund 10 km südöstlich).
DeBary ist eine Station der SunRail auf der Strecke von hier über Orlando nach Poinciana. An den Bahnhöfen in Winter Park (Süden) und DeLand (Norden) besteht Anschluss an die Fernzüge der Amtrak.